# 10315 Брюстер
10315 Брюстер (10315 Brewster) — астероїд головного поясу, відкритий 23 вересня 1990 року.
Тіссеранів параметр щодо Юпітера — 3,388.